# 富士山大量遭難事故 (1972年)
富士山大量遭難事故（ふじさんたいりょうそうなんじこ）とは、1972年3月19日夜半から3月20日にかけて低気圧の襲来によって発生した悪天候に見舞われ、富士山御殿場ルートを下山中の登山者が低体温症や雪崩により18人死亡、6人が行方不明となった事故である。八甲田雪中行軍遭難事件など軍隊の訓練を別とした日本の登山史上としては最悪の大惨事となった。

## 経過

### 3月19日
連休を利用し、3月19日には7つのグループと4人の単独行者合わせて55人が入山していた。このうち静岡頂山岳会の9名はヒマラヤ遠征の訓練として雪上訓練を行ったうえ、宝永噴火口の200m下でテントを張り野営を行っていた。
一方、18人で入山した清水勤労者山岳会は冬山の経験に富んだ7人が山頂に向かい、残る11人は五合目付近にテントを構え雪上訓練を行い就寝した。この日は午前中は快晴だったが、静岡頂山岳会が訓練を終えたころから天候が急変、霧が立ち込め強風も吹き始めた。全員が寝袋に入ったころにはみぞれに変わり、テント内や寝袋に水が浸み込む状況となった。

### 3月20日
静岡頂山岳会は午前3時には9人全員が起き上がり、訓練の継続か中止を話し合ったが結局下山に決定。午前7時半に下山を開始したが、寒さと睡眠不足からくる不調から朝食を抜いたままの行動となり、下山を開始してから20分ほどで最初の1人が倒れたのを皮切りに次々と低体温症に陥って行動不能になった。最終的に2人だけが下山し救援を要請した。
五合目付近で野営していた清水勤労者山岳会の11人はみぞれ交じりの吹雪によりテントが埋まり除雪も間に合わなくなったため山小屋に避難したが、小屋にも雪が吹き込んだうえ燃料も残り少なくなったため、吹雪の弱まった頃合いを見て三島市の単独行の男性1人と合わせた12人で下山を開始した。
下山を開始してから1時間半ほどで1人が低体温症で倒れ、これを寝袋に収容して下山を継続したものの四合目付近に着いたころに6人が次々と衰弱して倒れ昏睡状態となった。残る5人のうち2人が濃霧の中ではぐれたため残る3人で下山を続けたが、二合五勺付近で仮眠中に今度は二度の雪崩に襲われて埋まり、脱出できた1人だけが御殿場署にたどり着き救援を求めた。

### 3月21日
救助要請を受けた静岡県警、静岡山岳会が救助隊を準備、静岡頂山岳会、清水勤労者山岳会、御殿場消防署や市役所が加わり150人の救助隊が編成され、陸上自衛隊富士学校からもレンジャー部隊など100人が派遣され救助に加わった。
濃霧と目まぐるしく変わる天候に捜索は難航したが、同日の捜索により日産車体に勤務する登山パーティのうち2名と豊川市の3人のパーティを救助、大阪からやってきた単独行の男性の遺体を収容した。
同じく入山していた東京おいらくの会、京都岳友会は山小屋に待機していたため全員無事に下山した。清水勤労者山岳会のうち山頂に向かった7人も二合五勺の山小屋から下山するところが確認され、19日から20日にかけては八合目の山小屋に待機していたことが明らかになった。
最終的に多数の犠牲者を出した二つのグループのほかに日産車体に勤務する登山パーティ4人中1人が死亡、1人が行方不明となったほか、平塚登高会の1人が行方不明、大阪の単独行の1人が死亡、横浜市の単独行の1人が行方不明、身元不明の単独行者１人の遺体が発見され、計18人の遺体が収容、残る6人が行方不明とされた。遺体が発見されなかった6人は雪崩により埋没したものと見られ、『日本の雪崩災害データベース』ではこの6人が雪崩埋没死亡者とされている。

## 事故の原因・要因・背景
この遭難事故は「気象遭難」に分類されるものであり、（天候判断のミスおよび撤退判断の遅れ・欠如などにより）厳しい気象条件下に晒される状態に陥り低体温症を引き起こしたことが主な要因である。
- 頂山岳会は18日に出発する際は天気図を確認し大丈夫との判断を下していたが、19日から日本海側を低気圧が通過し、典型的な「春一番」が発生する気圧配置となっていた。周囲に高峰のない富士山はこの影響が大きく、最大風速は毎秒40mから50m程度になったと推測されている。春一番のため気温自体は平年の同時期より10℃近く上昇したものの、風冷効果により体感温度は著しく低下するため、遭難者はマイナス40℃以下の低温に曝されているのと同じ状態だった。
- いずれのグループも防寒の備えはしていたが、雨に対する備えができておらず、体を濡らしたことで容易に低体温症になってしまった。
- 静岡頂山岳会にとっては地元とはいえ、富士山の経験者がいたことで逆に判断を誤った。好天時であれば2時間程度で下山できる距離だったため強行下山したものの、深雪と風雨で体力を消耗したことで登山口にたどり着いた時には10時間近くかかっていた。また、ラジオにより天気図を作成していたことから、「天候は崩れてもそれほどひどい荒天にはならない」と判断を下したとみられている。
- 清水勤労者山岳会はいったん山小屋に避難しながらわずかに風雨の弱まった際に下山を強行したため被害が広がった。勤労者山岳連盟内部でも「逃げの清水労山」と呼ばれ無理な行動をしないことで定評があったが、典型的な疑似好天に加えて連休最終日で翌日に仕事を控えた社会人のグループだったため焦りにより判断を誤ったとみられている。
- 二合五勺付近で発生した雪崩は春一番の気温上昇と雨により緩んだ湿雪によるスラッシュ雪崩[注釈 1]とみられている。麓に近いところで発生した雪崩は異例ではあるが、15人が死亡した1954年の富士山大量遭難では七合目で発生した雪崩が二合五勺まで達しており、決して前例のない災害ではなかった。

## 生還したグループ
助かったグループはいずれも強行下山せず待機したことで難を逃れた。
京都岳友会は20日朝6時に七合目から下山を開始し1時間15分で一気に二合八勺まで降りたが、「一日ぐらい会社を休んだって良い」とテントを張り待機していた。豊川市の3人は新二合目にテントを張ったものの、冬山の経験が浅く悪天候への対処法を知らなかったため身動きが取れずずっと待機したことが幸いして難を逃れた。食料と燃料を豊富に持っていたため下山を強行する必要もなかったが、ラジオは天気予報しか聞いておらず、大量遭難が発生していたことも、自分たちが捜索されていたことも知らなかった。

## 同日の事故
この日は日本列島で嵐が吹き荒れ、富士山以外でも多数の遭難事故が発生した。中央アルプス木曽駒ケ岳で2人が凍死したほか、北海道朝里岳で3人が不明、旭岳でも1人が行方不明となり、長崎県では漁船が沈没、神奈川県茅ヶ崎海岸沖でもヨットが行方不明になるなどの事故が発生している。